# واين دوسن
واين دوسن (بالإنجليزية: Wayne Dawson)‏ هو صحفي ومذيع أخبار أمريكي، ولد في 24 أبريل 1955 في كليفلاند في الولايات المتحدة.